# Aussehen
Das Aussehen bezeichnet das Erscheinungsbild eines Lebewesens oder eines Gegenstandes.

## Verwendung
In Johann Christoph Adelungs Grammatisch-kritisches Wörterbuch der Hochdeutschen Mundart von 1793 heißt es, Aussehen bedeute: Eine gewisse bestimmte äußere Gestalt haben....(Schwarz, gelb, roth, weiß aussehen. Wohl, übel, häßlich, alt, jung, blaß aussehen.) Im neueren Sprachgebrauch wird gelegentlich dabei auch der Eindruck mit beschrieben, der durch das Erscheinungsbild beim Betrachter entsteht, zum Beispiel alt aussehen als Umschreibung für der gestellten Aufgabe nicht gewachsen sein.
Zustande kommt ein bestimmtes Aussehen durch den physikalischen Vorgang der Lichtreflexion, wobei die Farbe und Struktur eines Gegenstandes oder einer Person durch das Licht übertragen einer anderen Person ins Auge fällt. Durch die biologische Funktion des Sehens hat der Betrachter ein Bild des Aussehens im Kopf.

### Erscheinungsbild (Beispiele)
In Deutschland spielt das Erscheinungsbild im Berufsleben, insbesondere für Vorstellungsgespräche bzw. Bewerbungen, eine große Rolle, wobei Outfit und der Körperbau, bis hin zu Gestik, wichtig sind. In Großbritannien ist im Gegensatz hierzu bei Bewerbungsschreiben nicht einmal das Beifügen von Bewerbungsfotos üblich. Auch Unternehmen gestalten ihr Erscheinungsbild und das ihrer Produkte, oft hin zu einem eigenen Stil. So können Unternehmenslogos auf Briefköpfen und Arbeitskitteln den Stil als Teil des Corporate Designs mitprägen. Beispielsweise kann eine Buchreihe über bestimmte Zeiträume das Cover desselben Grafikers oder Fotografen haben, und auch sonst ein einheitliches Erscheinungsbild, etwa bezogen auf Größe, Material, Form usw. Die kommerzielle Werbung umschreibt das Wort Aussehen zunehmend mit Optik, um unechte und billigere Materialien, meistens das Aussehen der Oberflächenbeschaffenheit, aufzuwerten. Die Wortwahl des Fremdwortes als moderne Komponente kann dabei beim Kunden die Kritikschwelle herabsetzen und die Anschaffung der Ware zusätzlich rechtfertigen.

## Schönheitsideale
Schönheitsideale sind gesellschaftlichen Veränderungen unterworfen und abhängig von der jeweiligen Kultur auch eher Geschmacksfragen.

## Redensarten
Eine Redensart besagt „Kleider machen Leute“. Durch entsprechende Kleidung kann eine sozial niedrig gestellte Person vermeintliches Prestige erreichen. Damit ist die Wirkung der Kleidung auf das Aussehen oder den Eindruck einer Person sehr bedeutsam. Es existieren zum Aussehen einer Person zahlreiche Redensarten, häufig mit Metaphern und Vergleichen (Er sieht aus, als hätt' er am Pranger gestanden. Er sieht aus, als hätt' er Maikäfer gefrühstückt. Er sieht aus, als könnte er kein Wasser betrüben. etc.).